# Diostrombus biclavata
Diostrombus biclavata är en insektsart som först beskrevs av John Obadiah Westwood 1851.  Diostrombus biclavata ingår i släktet Diostrombus och familjen Derbidae. Inga underarter finns listade i Catalogue of Life.